# Елховско поле
Елховско поле е поле в долното поречие на река Тунджа, в Югоизточна България, на територията на Ямболска и Хасковска област.
Елховското поле е разположено от двете страни на долното поречие на река Тунджа, между Манастирските възвишения на запад, планината Сакар на югозапад, Дервентските възвишения на юг и крайните южни разклонения на Бакаджиците на североизток. На север е широко отворено към Ямболското поле, а на юг се стеснява и преминава в Сремския пролом на река Тунджа. От запад на изток дължината му е 30 – 35 км, а ширината – 18 – 20 км. Средна надморска височина 100 – 150 м.
Релефът му е равнинен, изграден от плиоценски и кватернерни отложения. Има находища на лигнитни въглища. Климатът е преходно средиземноморски. Средна годишна температура за станция Елхово 12,5 °C, средна януарска 1,2 °C, средна юлска 22,8 °C. Средна годишна валежна сума 539 мм. Отводнява се от река Тунджа и нейните притоци – Калница и Синаповска (десни), Поповска и Араплийска (леви). Преобладаващите почви са излужени чернозем-смолници (по междудолинните гърбици), излужени канелени горски (по периферията) и алувиално-ливадни (по долините на реките). Отглеждат се зърнени и тухнически култури.
Център на областта и най-голямо селище е град Елхово, около който са разположени още 20 села: Бояново, Гранитово, Добрич, Драма Дряново, Жребино, Златиница, Изгрев, Кирилово, Княжево, Коневец, Маломир, Маломирово, Попово, Пчела, Синапово, Славейково, Стройно, Чернозем и Чукарово.
През полето преминават участъци от 3 пътя от Държавната пътна мрежа:
- От север на юг, на протежение от 21,5 км – участък от първокласен път № 7 Силистра – Шумен – Ямбол – ГКПП „Лесово“;
- В югозападната му част, на протежение от 3,6 км – малък участък от второкласен път № 76 Харманли – Тополовград – Елхово;
- В източната му част, от град Елхово до село Златиница, на протежение от 11,2 км – участък на второкласен път № 79 Елхово – Средец – Бургас.[1]

От север на юг, в северната му част преминава и крайният участък от трасето на жп линията Ямбол – Елхово, преди да бъде закрита.

## Топографска карта
- Лист от карта K-35-65. Мащаб: 1 : 100 000.
- Лист от карта K-35-66. Мащаб: 1 : 100 000.